# Euphorbia potaninii
Euphorbia potaninii — вид рослин із родини молочайних (Euphorbiaceae), зростає у східно-центральній Азії.

## Опис
Це гола рослина 15–30 см. Листки на коротких ніжках, яйцеподібні або еліптичні, цілі, тупі, 5–20 мм. Суцвіття зонтиковидно-волотисті; приквітки 1 см завдовжки, ниркоподібні. Квітки жовті. Період цвітіння: літо.

## Поширення
Зростає у східно-центральній Азії: Внутрішня Монголія, Монголія, Тува. Населяє скелясті схили.